# Al Wehda
O Al Wehda Football Club (em árabe: نادي الوحدة) é um clube poliesportivo de Jeddah, Arábia Saudita. Fundado em 1945, é uma das equipes mais antigas do país. Atualmente disputa a Segunda Divisão Saudita, onde manda seus jogos no King Abdul Aziz Stadium, com capacidade para 38 mil pessoas.

## Títulos
Segunda Divisão
- Campeões (4): 1982–83, 1995–96, 2002–03 e 2017–18
- Vice-campeões (2): 2011–12 e 2014–15

Copa do Rei
- Campeões (2): 1957 e 1966
- Vice-campeões (6): 1958, 1959, 1960, 1961, 1970 e 2022–23

Copa da Coroa do Príncipe
- Campeões (1): 1959–60
- Vice-campeões (5): 1958–59, 1963–64, 1969–70, 1972–73 e 2010–11